# Menu enfant
Un menu enfant (ou menu enfants) est un menu alimentaire conçu et réservé aux enfants dans un restaurant. L'âge limite varie en fonction des enseignes. Les menus enfants peuvent être accompagnés de petits cadeaux, souvent sous forme de jeux ou jouets.

## Exemples de menus enfants
- Happy meal, nom du menu enfant de la chaîne McDonald's
- Magic Box, nom du menu enfant de la chaîne Quick